# Kokuj 1-j
Kokuj 1-j (ros. Кокуй 1-й) – wieś w Rosji, w Kraju Zabajkalskim, w rejonie aleksandrowo-zawodzkim. W 2021 liczyła 125 mieszkańców.